# Hypena bilineata
Hypena bilineata là một loài bướm đêm trong họ Erebidae.